# Mashiki
Mashiki (益城町?, Mashiki-machi) è una cittadina giapponese della prefettura di Kumamoto.
A Mashiki ha sede l'aeroporto di Kumamoto (熊本空港?, Kumamoto Kūkō).
La cittadina è molto vicina l'epicentro del terremoto di Kumamoto del 2016.